# Tom Dowd
Tom Dowd (20 de octubre de 1925 – 27 de octubre de 2002) fue un influyente ingeniero y productor discográfico estadounidense cuyo nombre está estrechamente relacionado con la discográfica Atlantic Records y con la historia de la grabación multipista y en estéreo.
Aunque comenzó a trabajar para la empresa en 1949, no sería hasta 1954 que Dowd se incorpora como ingeniero con dedicación exclusiva. Durante varios años grabó, junto con el productor y vicepresidente de Atlantic, Nesuhi Ertegün, y su hermano Ahmet Ertegun, fundador de la discográfica, a músicos de jazz como Ornette Coleman, Charles Mingus, Ray Charles, incluyendo «What'd I say», Ray Charles at Newport y Soul Brothers (con Milt Jackson),  Milt Jackson (Bags & Trane, con John Coltrane), John Coltrane, incluyendo álbumes tan importantes como Giant Steps (su primero para Atlantic) y My Favorite Things, Modern Jazz Quartet, Herbie Mann, de soul, como Booker T. & the M.G.'s, Otis Redding y Aretha Franklin, y de rock, como Derek and the Dominos (Layla and Other Assorted Love Songs).
Más adelante, se dedicó a producir artistas de rock como Eric Clapton (461 Ocean Boulevard), The Allman Brothers Band, Lynyrd Skynyrd, Cream y Chicago.

## Tecnología
Fue a instancias de Dowd que Atlantic adquirió una grabadora Ampex de 8 pistas, con lo cual fue la primera discográfica en grabar en multipista.